# Jeden (album Pneumy)
Jeden – czwarty album studyjny polskiego zespołu Pneuma nagrywany od listopada 2006 do kwietnia 2007. Wydany w 2007 roku przez Universal Music Polska.

## Lista utworów
1. "Intro" - 1:05
2. "Mono Mentalność" - 4:06
3. "Ta Sama Krew" - 5:03
4. "Już Wiem" - 4:02
5. "Świat Nie Śpi" - 6:44
6. "Jeden" - 3:57
7. "Livin’ on a Prayer" - 3:52 (cover Bon Jovi)
8. "Ostatni Dzień" - 4:26
9. "Bez Ciebie" - 3:15
10. "Imponderabilia m.n." 3:50
11. "Koniec" - 6:58